# Sala Loiola
La Sala Loiola o Sala Ciutat, fou un cinema i un teatre de Manresa situat a la Plaça de Sant Ignasi.

## Història
Les Congregacions Marianes de Manresa va promoure la construcció d'un teatre al solar on hi havia hagut l'església de Sant Ignasi, enderrocada durant la Guerra Civil. L'organització religiosa havia abandonat l'espai que ocupava al Carrer de la Mel número 5, i necessitava un nou espai per realitzar les seves activitats. L'ànima del projecte va ser el pare Ferran Torra Sisquella SJ, director de l'entitat.
La construcció de Sala Loiola es va finançar gràcies al fet que prop de quatre-cents ciutadans van comprar bons que valien 500, 1.000 i 3.000 pessetes i que es retornaven al cap d'uns anys; alguns amb interès i altres sense. Les obres van començar al febrer de 1960.
El projecte el va realitzar l'arquitecte manresà Antoni Serrahima. L'aparellador fou en Josep Claret. L'obra va ser executada pel contractista Josep Pintó Riera, també manresà.
En la seva execució hi van intervenir un gran nombre d'empreses de la ciutat de Manresa: Ceràmica Manresana, Ciment Selga. Les empreses de mosaics Martí, Vives, Vilalta, marbres Prunés i Vall. Electricistes com Garriga, Ramel i Casals Cardona. Materials de fusta de Postes y Maderas, Santasusana; sanitaris Forn, Crilosa. Transportistes com les agències Cots, Moll, Mora, etc. També hi van participar empreses de Barcelona i d'altres punts de Catalunya, però majoritàriament va ser una obra local.
El solar tenia una superfície de 416,5 metres quadrats. Es va aprofitar la cimentació de l'antiga església, menys el fossar de l'escenari, que va caldre rebaixar amb dificultats ja que era de pedra i morter de gran solidesa.
La Sala Loiola es va construir en el temps record d'onze mesos.
La inauguració oficial es va fer el diumenge 18 de desembre de 1960, dia de la festa patronal de la Congregació. A les 12 del migdia, l'arquebisbe de la Seu, monsenyor Valentí Gibert, va fer la benedicció i va pronunciar unes paraules d'exaltació de l'obra realitzada. L'alcalde de Manresa, Josep Moll, no hi va anar com a mostra de desacord pel fet que s'havia fet l'obra sense demanar els permisos corresponents a l'Ajuntament. L'Orfeó Manresà va interpretar quatre peces musicals i a la tarda el grup de Teatre del Cercle Familiar Recreatiu (Els Carlins) va representar l'obra: “El anticuario” de Charles Dickens. 
Aquell dia només es va inaugurar la sala d'espectacles i serveis annexos, i van quedar per a més endavant els diferents despatxos i dependències del primer pis.
L'Agrupación Loyola, es va encarregar de la gestió. L'ànima de l'entitat va ser Josep M. Morros (pare de l'animador cultural Joan Morros), que va dedicar tota la seva vida, juntament amb Salvador Vicens, a fer que la Sala Loiola funcionés i fos un espai obert per a la cultura de la ciutat. Tot i que la sala era per fer-hi teatre, s'hi van fer des del començament moltes projeccions de cinema. Sempre hi van coexistir les dues activitats.
Els dissabtes a la tarda, s'organitzava un programa patrocinat pels Magatzems Jorba. Els dissabte al vespre i els diumenge a la tarda, s'hi feia cinema per a tots els públics.
L'espai va ser la seu de diverses entitats: Cineclub, Rialles (ara Imagina't), la Innocentada i Tabola.
Durant els seus 50 anys d'història, va acollir tot tipus de representacions teatrals i musicals; recitals de la Nova Cançó, concerts, dansa, Innocentades, programació infantil, cinema...
L'any 1984, l'equipament va passar a mans municipals i se li va canviar el nom. A partir d'aquell moment, la Sala Loiola es va anomenar Sala Ciutat.
El 2006 va tancar.
L'11 de gener de 2015 es va fer un acte de comiat recordant les diferents etapes artístiques que havia viscut l'equipament. El 24 de gener del mateix any 2015, es va fer al Teatre Conservatori un acte per commemorar la història de la sala a partir del testimoni de nombroses persones que hi van estar vinculades al llarg dels seus cinquanta-cinc anys d'història.
El 2015 es va enderrocar tot l'edifici.
L'espai que ocupava acollirà l'accés al Museu del Barroc de Catalunya, inaugurat l'any 2024.

## Característiques tècniques
L'equipament comptava amb un gran escenari de vuit metres de profunditat, setze d'ample, onze d'alçària per tres de fossa amb vestidors. La coberta de l'escenari la sostenia una jàssera de formigó armat de deu metres de llum. La planta de la sala presentava uns dos metres de desnivell entre l'entrada i la part posterior a fi d'aconseguir una bona visibilitat des de qualsevol punt de la sala. La sala d'espectacles tenia capacitat per a 1.000 espectadors a la platea i 200 a l'amfiteatre.
L'any 1984 es van canviar les butaques de platea, que de 766 van passar a 572, i també les de l'amfiteatre, que van passar a 194 i més endavant es van reduir a 105. Del gener a l'abril del 1986 es va fer un escenari nou, es va arreglar el terra i els camerinos.